# Мамиконян, Вардан
Варда́н Мамиконя́н (арм. Վարդան Մամիկոնյան; около 388, Тарон — 26 мая 451, Аварайрское поле, провинция Васпуракан, гавар Артаз) — армянский полководец (спарапет), князь, национальный герой, святой в Армянской Апостольской Церкви, предводитель восстания армян против иранских Сасанидов, пытавшихся навязать зороастрийскую религию. Армяне, нанеся огромный урон врагу, смогли отстоять право оставаться христианами.

## Биография
Вардан Мамиконян родился в 388 году н. э. Отец — спарапет Армении Амазасп Мамиконян, мать — Саакануш, дочь католикоса всех армян Саака Партева, потомка Григория Просветителя.
Был старшим сыном в семье. В 420 году вместе со своим учителем Месропом Маштоцем посетил Константинополь, где приказом императора был признан стралетатом (командиром) войск подконтрольной Византии территории. После смерти отца в 422 году вернулся в Восточную Армению, став главой рода Мамиконянов и спарапетом Армении. В 442—449 годы, возглавляя армянскую армию, участвовал в войне Сасанидской империи против эфталитов. Был руководителем антисасанидского восстания 449—451 годов, погиб 26 мая 451 года в Аварайрской битве.
Был не только одним из образованных людей своей эпохи, но ещё и обладал хорошими бойцовскими качествами. Так, по словам Фома Арцруни, во время битвы у Арташата Вардан столкнулся с помогавшим персам Шаваспом Арцруни. Поединок проходил в пешем порядке и на тяжелых мечах. В итоге любимый армянами спарапет нанес смертельный удар по противнику и убил его.

## Антисасанидское восстание 449—451 годов
Вардан Мамиконян был одним из руководителей восстания 449—451 годов. В конце сентября 449 года в битве у крепости Ангех он разбил вспомогательный персидский отряд, который сопровождал магов, направляющихся в Армению. В начале октября того же года в битве у Арташата разбил собранные в один кулак персидские гарнизоны Армении и выгнал их остатки из страны.
С помощью своих помощников Вардану Мамиконяну удалось вывести находившуюся на восточных границах Сасанидской империи армянскую конницу из вражеского окружения. Весной 450 года, после уникального марша вдоль восточных, северных и западных берегов Каспия, Вардан приветствовал армянскую конницу уже на родине. В августе 450 года, желая содействовать напавшим на империю Сасанидов гуннам, Мамиконян напал на Атропатену и отступил с добычей. В октябре 450 года он разбил крупную Сасанидскую армию в битве у города Халхал, после чего очистил от персидских гарнизонов и левобережье реки Кур. В то же время ему удалось овладеть крепостью Дербент и не только заручиться поддержкой гуннов, но и достичь реальной возможности доставить их в тыл к врагу. В конце ноября 450 года Мамиконян подавил мятеж предательски настроенной армянской знати во главе с Васаком Сюни. Пользуясь поддержкой населения, Мамиконян не только выгнал своих противников из страны, но и добился реального контроля над их владениями.

### Аварайрская битва

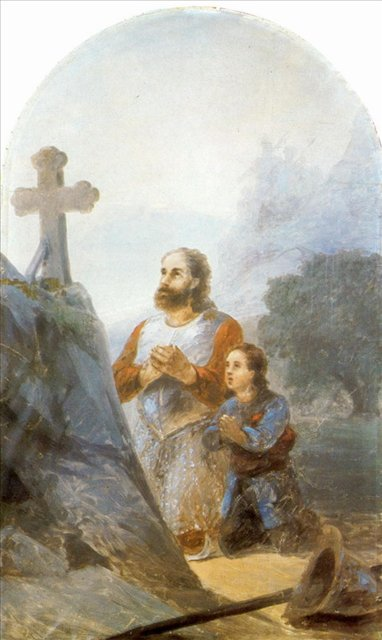
Клятва перед Аварайской битвой (полководец Вардан Мамиконян V в.) И. К. Айвазовский, 1892

Вардан Мамиконян был спарапетом армянских войск во время Аварайрской битвы, которая произошла 26 мая 451 года на берегу реки Тхмут, в провинции Васпуракан, в гаваре Артаз (к западу от Нахиджеван). Это была битва за право отстоять христианскую веру, которую армянский народ принял в 301 году, за право быть и оставаться армянином. По преданию, на поле боя вышли и женщины, и старики, и дети, способные держать оружие. Перед сражением Вардан Мамиконян произнёс перед войском слова, ставшие крылатой фразой: «Смерть неосознанная — это смерть. Смерть осознанная — бессмертие» (арм. Մահ չ՛իմացյալ մահ է։ Մահ իմացյալ՝ անմահություն։).
Армянское войско Мамиконяна насчитывало 60 тысяч человек, из которых 20 тысяч — воины феодальных дружин, остальное — городское ополчение, свободные крестьяне, крестьяне из церковных владений. Персидское войско под командованием Мушкана Нисалавурта насчитывало 214 тысяч солдат регулярной армии, полк «бессмертных», 15 боевых слонов и наёмные отряды из варварских племен. В битве участвовали и братья Вардана — Хмайак Амазаспиан.
Переход на сторону врага части армянской знати во главе с марзпаном Васаком Сюни предопределил победу персов. Несмотря на отчаянное мужество восставших, они были разгромлены превосходящими силами противника и, разбившись на мелкие отряды, отступили в недоступные горные районы. Вардан Мамиконян погиб в бою.
Персидские войска постепенно подавили разрозненные очаги сопротивления, некоторые захваченные в плен руководители восстания были казнены. Однако шах Йездигерд II, напуганный огромными размерами восстания, счёл за благо отказаться от насильственного обращения армян в зороастризм, восстановил в Армении самоуправление, вернул привилегии местной знати и христианскому духовенству.
Таким образом, на Аварайрском поле армия Мамиконяна всё-таки выполнила свою основную задачу: армяне отстояли право быть христианами. Проигранная битва стала великой духовной победой армянского народа.

## Память
Армянская апостольская церковь причислила Вардана Мамиконяна и павших вместе с ним на Аварайрском поле воинов-героев к лику святых.
Имя Вардана Мамиконяна было присвоено 2-й отдельной мотострелковой бригаде 1-го армейского корпуса Сухопутных войск Армении.

## В художественной литературе
- Демирчян Д. Вардананк. Исторический роман в двух книгах / Перевод с армянского. М.: Государственное издательство художественной литературы, 1956.

Флаг рода Мамиконянов
2-й Флаг рода Мамиконянов